# Marvel Mystery Comics
Marvel Mystery Comics è una serie a fumetti antologica pubblicata da Timely Comics che poi diventerà la Marvel Comics. La numerazione iniziò dal n. 2 perché proseguiva quella della miniserie Marvel Comics della quale venne pubblicato un solo numero nell'ottobre 1939 e rappresenta la nascita della Marvel Comics. Questo primo numero ha superato nel 2012 una quotazione di 500.000 dollari.

## Storia editoriale
La serie nasce come prosecuzione di una precedente testata, Marvel Comics, sempre edito dalla Timely Comics di Martin Goodman, il quale era un pulp magazine di cui venne pubblicato un solo numero nell'ottobre 1939. Nel dicembre 1939 la testata venne modificata in Marvel Mystery Comics e venne edita fino al giugno 1949 per 92 numeri. Ha pubblicato storie dei seguenti personaggi: Human Torch, Angel, Sub-Mariner, The Human Torch, Sub-Mariner, The Masked Raider, American Ace, Ka-Zar, The Great, Electro, Ferret, Mystery Detective, Terry Vance, The Vision, The Patriot, Jimmy Jupiter, Miss America, Young Allies, Captain America I, The Blonde Phantom, Sun Girl, Venus e Witness.

### Contenuti
Le storie pubblicate nel primo numero di Marvel Comics sono le seguenti:
- Human Torch[6], di Carl Burgos (testi e disegni), pag.16;
- Angel[6], di Paul Gustavson (testi e disegni), pag. 8;
- Namor, the Sub-Mariner, di Bill Everett (storia e disegni), pag.12 (una versione più breve della storia si trova in Motion Picture Funnies Weekly n. 1);
- The Masked Raider, di Al Anders (testi e disegni), pag. 8;
- Jungle Terror, di Tohm Dixon, pag. 6 (nessuno personaggio protagonista);
- Burning rubber, di Ray Gill (testi), pag. 2.
- Ka-Zar, the great, di Ben Thompson (testi e disegni), pag.12.